# Rebecca Gratz
Rebecca Gratz (Filadelfia, 4 marzo 1781 – Filadelfia, 27 agosto 1869) è stata un'educatrice statunitense.

## Biografia
Rebecca Gratz era una pedagogista e filantropista statunitense di religione Ebrea. Faceva parte della famiglia Gratz, che si insediò negli Stati Uniti prima della Rivoluzione americana. Era la settima di dodici figli nati da Miriam Simon e Michael Gratz. Sua madre era la figlia di Joseph Simon, un prominente mercante ebreo di Lancaster, mentre suo padre, il cui cognome era originariamente Grätz, immigrò negli attuali Stati Uniti d'America nel 1752 da Langendorf, una città di lingua tedesca nella Slesia. Michael, che discendeva da una lunga stirpe di stimati rabbini, e Miriam erano Ebrei osservanti, nonché membri attivi della prima sinagoga di Filadelfia.
Gli Ebrei osservanti sono persone che praticano e seguono attivamente gli insegnamenti e le leggi della religione ebraica, come l'osservanza del Sabato (Shabbat), l'osservanza delle leggi alimentari (kashrut) e altre pratiche religiose prescritte dall'halakha (legge ebraica).

## Filantropia
Nel 1801, all'età di 20 anni, Rebecca Gratz aiutò a fondare l'Associazione Femminile per l'Assistenza alle Donne e Bambini in Ristrettezze, che aiutò donne le quali famiglie stavano soffrendo dopo la Rivoluzione americana. Nel 1815, dopo aver capito che c'era la necessità per un orfanotrofio a Filadelfia, aiutò a fondare il Philadelphia Orphan Asylum. Quattro anni più tardi, fu eletta segretaria del consiglio d'amministrazione. Ebbe questa posizione per quarant'anni.
Grazie all'influenza di Gratz, fu aperta la prima Scuola Domenicale Ebrea degli Stati Uniti d'America nel 1838. Ella divenne sovrintendente e presidente della scuola, contribuendo ad arricchire il programma scolastico, e si dimise nel 1864.
Gratz fu anche una dei membri fondatori della Female Hebrew Benevolent Society of Philadelphia nel 1819. Questa organizzazione, dedicata ai servizi sociali, fu creata da un gruppo di donne della Congregation Mikveh Israel per supportare le donne ebree di Filadelfia che si erano ritrovate inaspettatamente senza marito (per via di malattie, morti o situazioni di vita migliori presentate solo al consorte). Gratz coprì la posizione di segretaria del gruppo per quasi quaranta anni.
Nel 1850, fu una delle sostenitrici per la fondazione di una casa famiglia ebrea e per far comprendere l'importanza della causa, fece pubblicare un articolo nel The Occident, firmandosi come Una figlia d'Israele. Le sue azioni ebbero un ruolo fondamentale nella creazione della casa famiglia nel 1855. Altre organizzazioni che sono nate grazie ai suoi sforzi furono la Società del Carbone e la Società del Cucito.
Si dice che Gratz sia stata il modello per Rebecca, l'eroina nel romanzo Ivanhoe di sir Walter Scott. Scott era stato attirato dal temperamento di Gratz grazie a Washington Irving, amico intimo della famiglia Gratz. Questa dichiarazione fu disputata, ma è anche stata ampiamente supportata in un articolo intitolato "The Original of Rebecca in Ivanhoe", che fu pubblicato nel The Century Magazine del 1882, alle pagine 679–682.
Gratz non si sposò mai. Tra le proposte di matrimonio che ricevette, una fu da un non-ebreo che amava molto, ma che non sposò perché sarebbe andata contro i propri princìpi religiosi.
Fu ritratta due volta dal noto pittore americano Thomas Sully. Uno di questi ritratti (entrambi sono posseduti dal Rosenbach Museum & Library) è esposto al National Museum of American Jewish History.

## Morte
Gratz morì il 27 agosto 1869 a Filadelfia e fu sepolta al Mikveh Israel Cemetery. Poco dopo la sua morte, suo fratello Hyman fondò e finanziò il Gratz College, un'università per insegnanti a Filadelfia, in sua memoria.